# Naturschutzgebiet Quellsiepen In der Reimecke
Das Naturschutzgebiet Quellsiepen In der Reimecke mit einer Größe von 3,6 ha liegt nördlich Brunskappel im Stadtgebiet von Olsberg im Hochsauerlandkreis. Das Gebiet wurde 2004 mit dem Landschaftsplan Olsberg durch den Hochsauerlandkreis als Naturschutzgebiet (NSG) ausgewiesen.

## Gebietsbeschreibung
Beim NSG handelt es sich um einen Rotbuchenwald mit Sickerquellen und Quellrinnsal. Kleinflächig findet sich ein Erlen-Eschen-Wald.

## Schutzzweck
Im NSG soll der dortige Wald mit Quellrinnsal geschützt werden. Wie bei allen Naturschutzgebieten in Deutschland wurde in der Schutzausweisung darauf hingewiesen, dass das Gebiet „wegen der Seltenheit, besonderen Eigenart und Schönheit des Gebietes“ zum Naturschutzgebiet wurde.